# Kastileja
Kastileja (Castilleja) je rod rostlin z čeledi zárazovité. Jsou to zelené, poloparazitické byliny s jednoduchými střídavými listy a málo nápadnými trubkovitými květy. Celá řada druhů kvete velmi nápadně, neboť mají v květenství výrazně, jasně zbarvené listeny. Rod zahrnuje asi 200 druhů a je rozšířen výhradně v Americe. Největší počet druhů roste v západních oblastech USA. Jsou to velmi pohledné a nápadné rostliny, vzhledem k poloparazitickému způsobu života se však nepěstují. Druhy s červenými listeny v květenství jsou vesměs opylovány kolibříky.

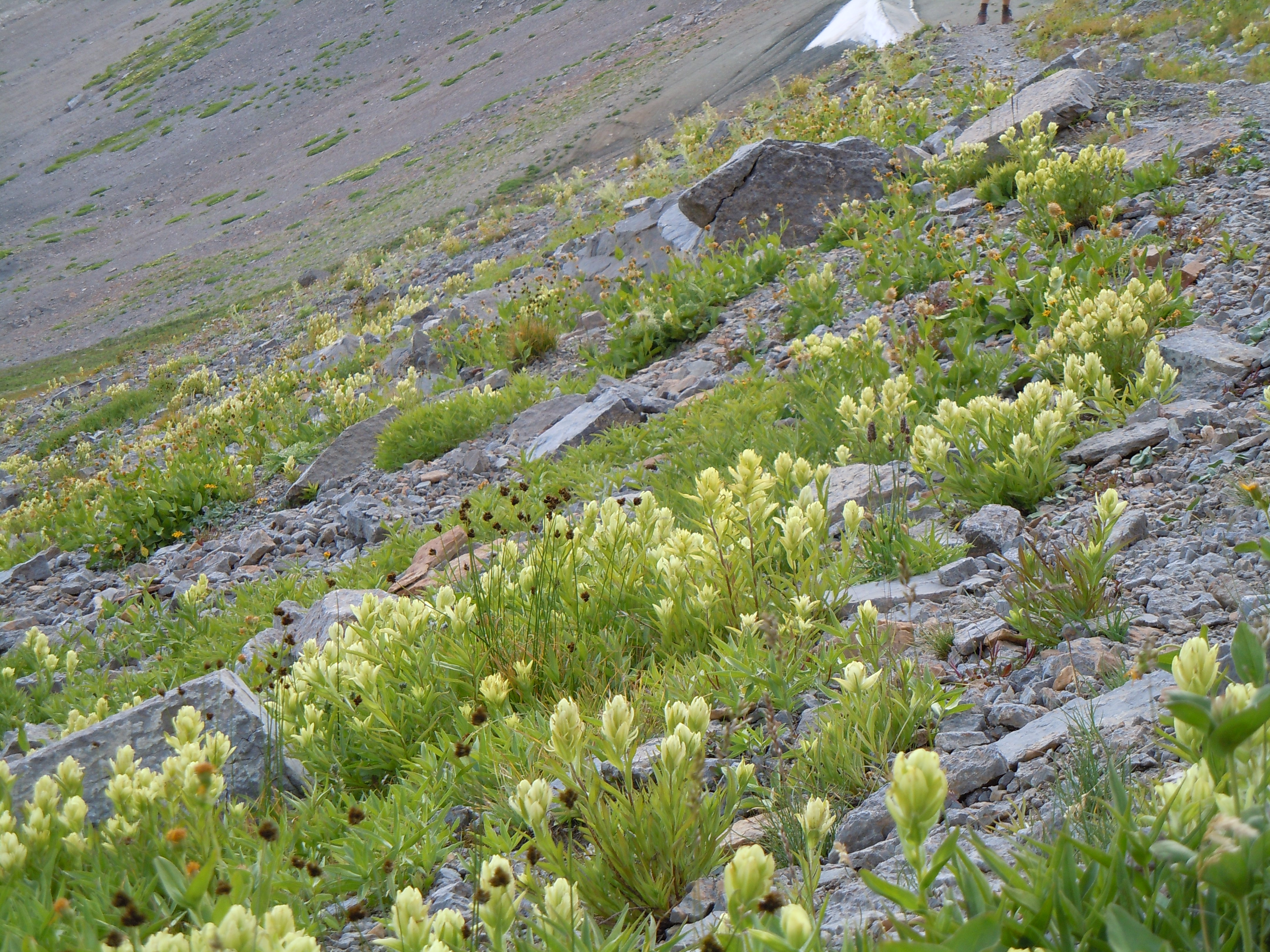
Castilleja sulphurea na horském svahu v Montaně

## Popis
Kastileje jsou jednoleté nebo vytrvalé byliny, v teplejších oblastech i keře. Jsou to poloparazitické rostliny, získávající živiny z kořenů hostitelských rostlin podobně jako např. světlík či černýš. Listy jsou střídavé, přisedlé, celistvé nebo zpeřeně laločnaté. Květenstvím je krátký či prodloužený hrozen nebo klas. Listeny v květenství jsou často velmi nápadně zbarvené a výraznější než samotné květy. Kalich je trubkovitý, dvou nebo čtyřlaločný. Koruna je dlouhá, trubkovitá, dvoupyská, zelená, v koncové části někdy zbarvená. Horní pysk koruny tvoří zoban ukrývající 4 tyčinky. Nitky tyčinek jsou přirostlé v polovině nebo nad polovinou korunní trubky. Blizna je hlavatá nebo lehce dvoulaločná. Plodem je vejcovitá nebo kulovitá, pouzdrosečná tobolka obsahující mnoho drobných semen.

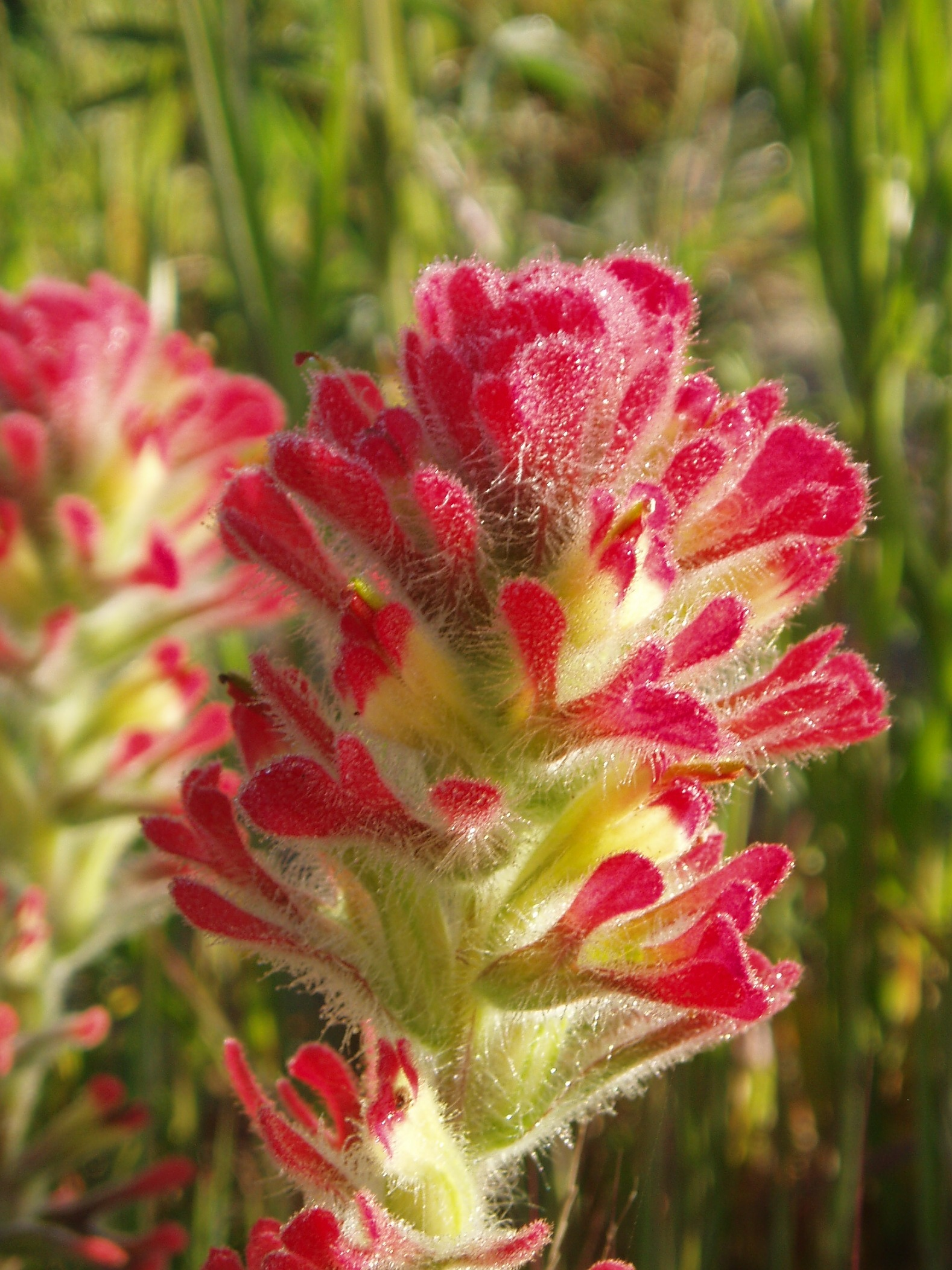
Pestré květenství Castilleja wightii
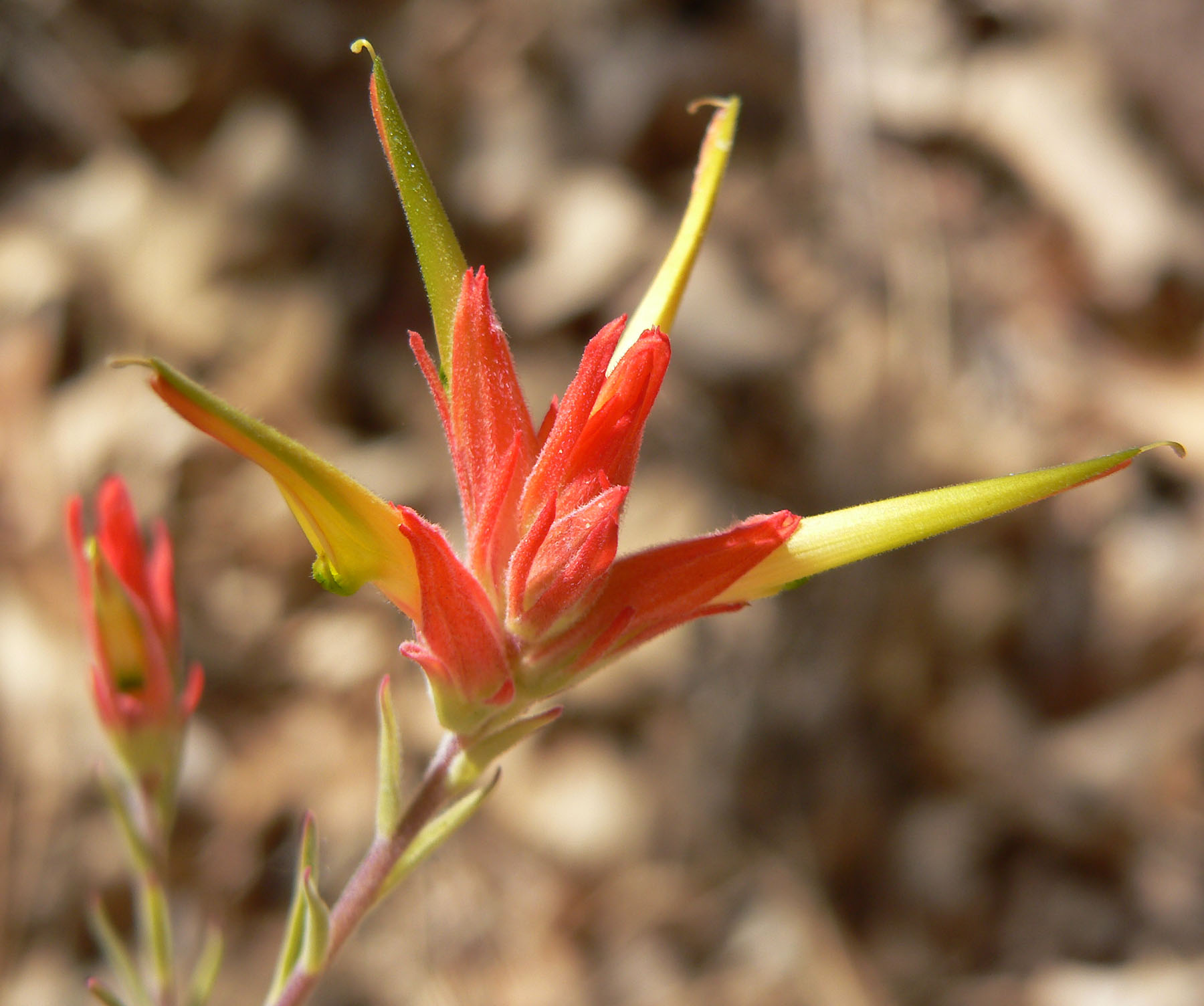
Květenství Castilleja linariifolia
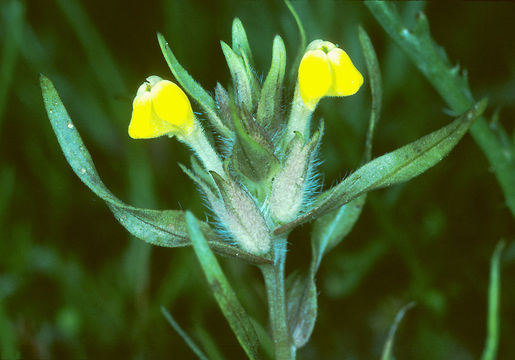
Castilleja campestris se žlutými květy
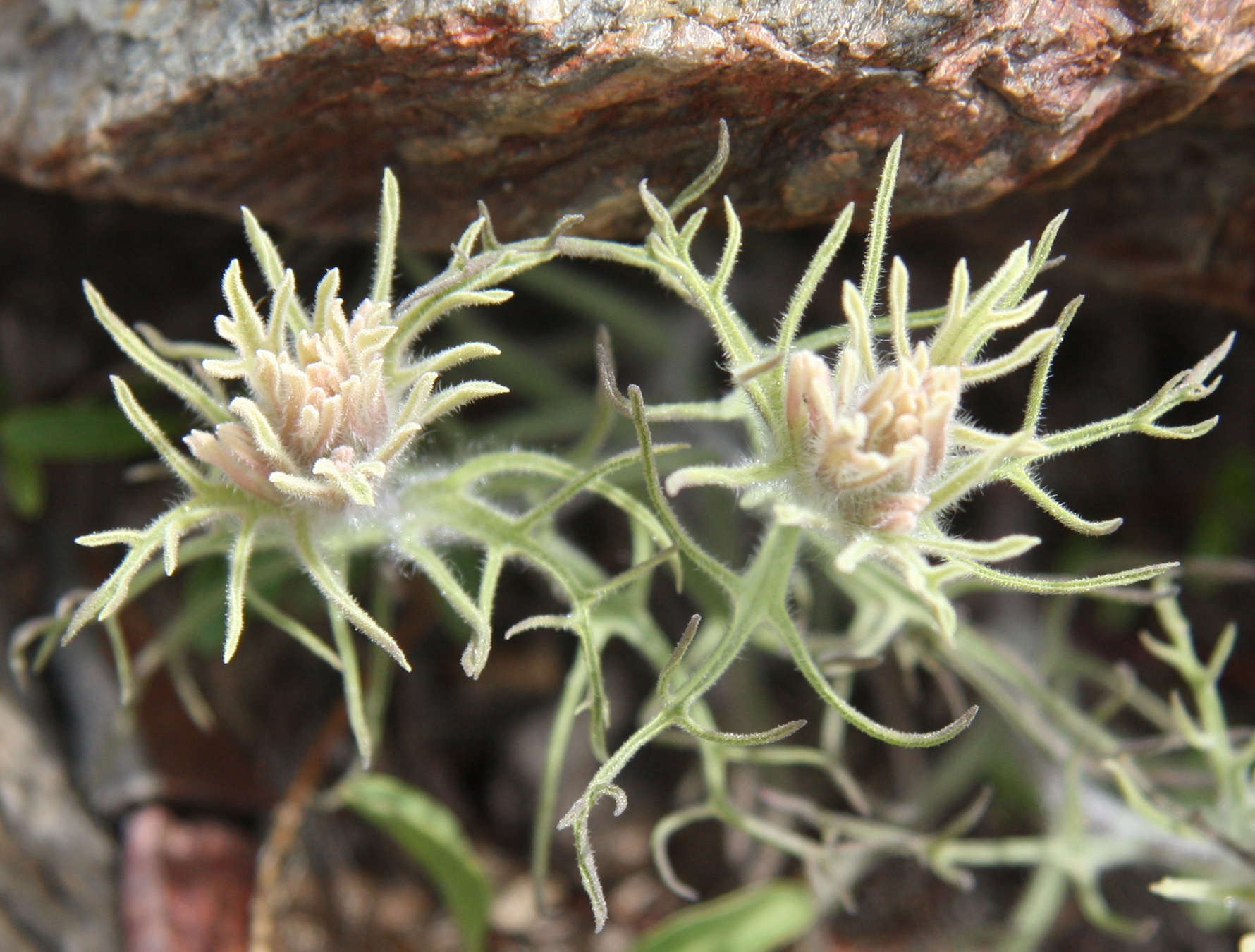
Drobný alpínský druh Castilleja nana

## Rozšíření
Rod kastileja zahrnuje asi 200 druhů. Centrum rozšíření je v západních oblastech Severní Ameriky. Několik druhů se vyskytuje též na východě Severní Ameriky, ve Střední Americe, Karibiku, jihoamerických Andách a severní Asii. Druh Castilleja pallida zasahuje i do severovýchodní Evropy v oblasti Ruska. Na otevřených stanovištích v západní části USA jsou tyto rostliny dosti běžné. Některé druhy vystupují v horách i nad hranici lesa, např. Castilleja rupicola

## Ekologické interakce
Kastileje mají zajímavou biologii. Podobně jako jiné poloparazitické rostliny z čeledi zárazovité se přisávají prostřednictvím haustorií na kořeny hostitelských rostlin a čerpají z nich vodu a minerální látky. Spektrum jejich hostitelů je dosti široké, nejčastěji jsou to zástupci trav nebo bobovitých. Rostliny mohou růst i bez hostitele, mají však v takovém případě velmi sníženou vitalitu. Nevytvářejí alkaloidy, pokud však parazitují na rostlinách které je obsahují (např. lupina), mohou je druhotně obsahovat také.
Kastileje s nápadnými červenými listeny v květenství jsou přizpůsobeny opylování kolibříky. Méně nápadné druhy zpravidla opyluje hmyz, zejména čmeláci a včely. Na rostlinách se živí housenky řady druhů hnědásků rodů Euphydryas, Chlosyne a Thessalia.

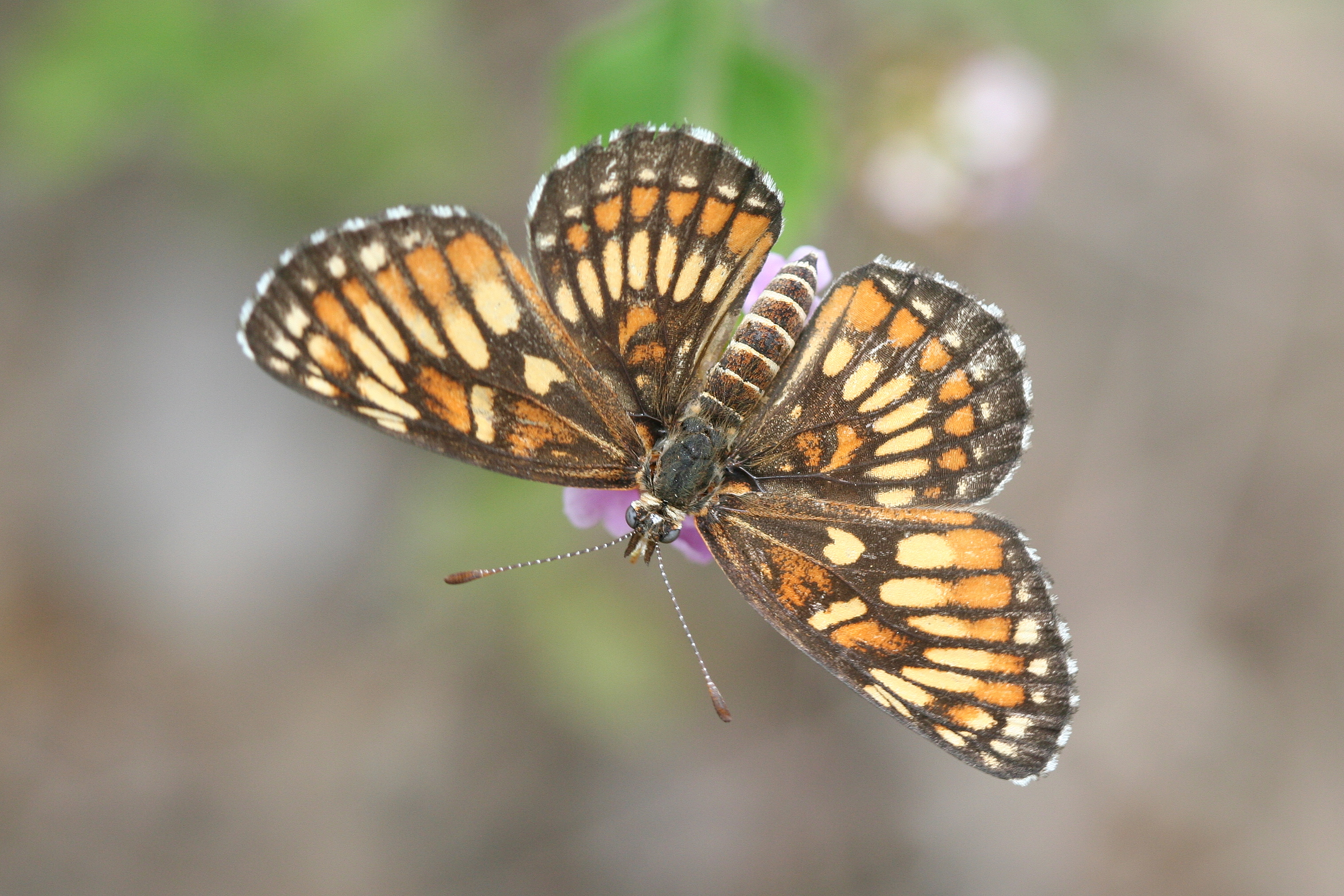
Hnědásek Chlosyne theona

## Taxonomie
Rod Castilleja byl v minulosti společně s řadou dalších poloparazitických rodů řazen do čeledi Scrophulariaceae. V systému APG II z roku 2003 byly tyto rody v rámci reorganizace celého řádu Lamiales přeřazeny do čeledi Orobanchaceae. Na základě molekulárních studií byla do rodu Castilleja přeřazena řada druhů z blízce příbuzného, severoamerického rodu Orthocarpus.

## Význam
Kastileje jsou v době květu velmi nápadné rostliny, které se často objevují na fotografiích americké horské přírody. Vzhledem k poloparazitickému způsobu života a závislosti na hostiteli se nepěstují.